# Олдрич, Коул
Коул Дэвид Олдрич (англ. Cole David Aldrich; родился 31 октября 1988 года в Бернсвилле, штат Миннесота, США) — американский профессиональный баскетболист, игравший на позиции центрового. Был выбран на драфте НБА 2010 года в первом раунде под общим 11-м номером клубом «Нью-Орлеан Хорнетс», менеджмент которого сразу же обменял его в «Оклахома-Сити Тандер».

## Описание спортсмена
Олдрич начал играть в баскетбол в пятом классе, а до этого занимался футболом. У Коула необычная манера бросков из-за дуги — броски он начинает делать из-за головы. Отличительные качества Олдрича стабильность и прагматизм. Жёстко играет под щитами, своевременно делает блок-шоты, силовые действия при защите своего кольца, хорош при заслонах. Коул обладает физическими данными уже сложившегося центрового. Олдрич неплохой оборонительный центровой, а не «доминатор».

## Студенческая карьера
Олдрич учился в Канзасском университете, где выступал за баскетбольную команду «Канзас Джейхокс». В дебютном сезоне 2007/2008 время первокурсника Олдрича было ограничено из-за игры будущих игроков НБА Даррелла Артура, Саши Кауна и Дарнелла Джексона. В среднем он делал 3 подбора и 2,8 очка за игру за 8,3 минуты во время регулярного сезона. В составе «Джейхокс» в 2008 году Коул Олдрич стал чемпионом NCAA.
Средняя статистика Олдрича в сезоне 2009/2010 в составе «Канзас Джейхокс»: 11,3 очка; 9,8 подбора; 3,5 блок-шота; 0,9 передачи и 0,8 перехвата в среднем за 26,8 минуты. О своём желании участвовать в драфте НБА 2010 года Олдрич объявил 29 марта 2010 года.

## Профессиональная карьера

### Оклахома-Сити Тандер (2010-2012)
29 марта 2010 года Олдрич объявил, что отказывается от последнего сезона обучения в колледже и выходит на драфт НБА 2010 года. Он был выбран под 11-м номером командой «Нью-Орлеан Хорнетс», которая в день драфта обменяла права на него в «Оклахома-Сити Тандер». 6 августа 2010 года Олдрич подписал с «Тандер» контракт новичка.
24 ноября 2010 года «Тандер» направили Олдрича в команду «Талса Сиксти Сиксерс» из Джи-лиги НБА. Он был отозван 6 декабря 2010 года, но отправлен обратно в «Талсу» 30 декабря 2010 года. Он был вновь отозван 2 февраля 2011 года и в третий раз направлен в команду 30 марта 2011 года. Олдрич дошел с «Тандер» до финала НБА 2012 года, но команда проиграла «Майами Хит».

### Хьюстон Рокетс (2012—2013)
В октябре 2012 года Олдрич, Джеймс Харден, Декуан Кук и Лазар Хэйуорд были обменяны в «Хьюстон Рокетс» на Кевина Мартина, Джереми Лэмба и драфт-пики.

### Сакраменто Кингз (2013)
20 февраля 2013 года Олдрич был обменян в «Сакраменто Кингз» вместе с Тони Дугласом и Патриком Паттерсоном на Франсиско Гарсию, Томаса Робинсона и Тайлера Ханикатта.

### Нью-Йорк Никс (2013—2015)
24 сентября 2013 года Олдрич подписал контракт с «Нью-Йорк Никс». 29 января 2014 года он был направлен в команду «Эри Бэйхоукс». На следующий день он был отозван. 12 марта 2014 года он сделал свой первый дабл-дабл (12 очков, 10 подборов) в своем первом матче в НБА в качестве игрока стартовой пятерки.
11 июля 2014 года Олдрич переподписал контракт с «Никс». 11 апреля 2015 года он набрал максимальные в карьере 19 очков в победе над «Орландо Мэджик» со счетом 80-79.

### Лос-Анджелес Клипперс (2015—2016)
13 июля 2015 года Олдрич подписал контракт с «Лос-Анджелес Клипперс». 13 января 2016 года, когда в составе команды отсутствовал центровой Деандре Джордан, Олдрич провел лучший в сезоне матч, набрав 19 очков и 7 подборов в победе над «Майами Хит» со счетом 104-90. 8 апреля 2016 года он набрал 21 очко, 18 подборов (оба рекорда сезона) и сделал максимальные в карьере пять перехватов в овертайме в матче с «Ютой Джаз» со счетом 102-99.

### Миннесота Тимбервулвз (2016—2018)
13 июля 2016 года ставший свободным агентом Олдрич заключил контракт с клубом «Миннесота Тимбервулвз». Соглашение было рассчитано на три года, за которые игрок должен был получить 22 млн долларов. 30 июня 2018 года Олдрич был отчислен «Тимбервулвз».
18 сентября 2018 года Олдрич подписал контракт с «Атлантой Хокс», но 2 октября 2018 года был отчислен «Хокс» в качестве первого отчисленного игрока тренировочного лагеря.

### Тяньцзинь Голден Лайонс (2018)
10 октября 2018 года Олдрич подписал контракт с «Тяньцзинь Голден Лайонс» из Китайской баскетбольной ассоциации. Во время игры он вывихнул колено и вернулся домой.
Олдрич планировал сделать перерыв в баскетболе на год, но принял решение уйти из спорта после рождения сына и пандемии COVID-19.

## Личная жизнь
Олдрич живет в Миннесоте с женой и сыном.

## Награды и достижения
- All Big 12 tournament 2010 Player All Big 12 First Team (2009, 2010)
- All Big 12 Defensive Team (2009, 2010)
- Big 12 Defensive POY (2009, 2010)
- Academic All Big 12 First Team (2009, 2010)
- ESPN/CoSIDA Academic All-American of the Year (2010)
- AP All-American Honorable Mention (2009)
- NABC District 8 First Team (2009)
- USBWA All-District VI Team (2009, 2010)
- USBWA Second Team All-American (2010)
- NCAA Tournament All-Midwest Regional Team (2009)
- AP All-American Third Team (2010)

## Статистика

### Статистика в НБА
| Сезон                                                                                    | Команда       | Регулярный сезон | Регулярный сезон | Регулярный сезон | Регулярный сезон | Регулярный сезон | Регулярный сезон | Регулярный сезон | Регулярный сезон | Регулярный сезон | Регулярный сезон | Регулярный сезон | Серия плей-офф | Серия плей-офф | Серия плей-офф | Серия плей-офф | Серия плей-офф | Серия плей-офф | Серия плей-офф | Серия плей-офф | Серия плей-офф | Серия плей-офф | Серия плей-офф |
| Сезон                                                                                    | Команда       | GP               | GS               | MPG              | FG%              | 3P%              | FT%              | RPG              | APG              | SPG              | BPG              | PPG              | GP             | GS             | MPG            | FG%            | 3P%            | FT%            | RPG            | APG            | SPG            | BPG            | PPG            |
| ---------------------------------------------------------------------------------------- | ------------- | ---------------- | ---------------- | ---------------- | ---------------- | ---------------- | ---------------- | ---------------- | ---------------- | ---------------- | ---------------- | ---------------- | -------------- | -------------- | -------------- | -------------- | -------------- | -------------- | -------------- | -------------- | -------------- | -------------- | -------------- |
| 2010/11                                                                                  | Оклахома-Сити | 18               | 0                | 7,9              | 53,3             | -                | 50,0             | 1,9              | 0,2              | 0,3              | 0,4              | 1,0              | Не участвовал  | Не участвовал  | Не участвовал  | Не участвовал  | Не участвовал  | Не участвовал  | Не участвовал  | Не участвовал  | Не участвовал  | Не участвовал  | Не участвовал  |
| 2011/12                                                                                  | Оклахома-Сити | 26               | 0                | 6,7              | 52,4             | -                | 92,9             | 1,8              | 0,1              | 0,3              | 0,6              | 2,2              | 5              | 0              | 4,9            | 44,4           | -              | 50,0           | 2,6            | 0,0            | 0,0            | 0,0            | 2,0            |
| 2012/13                                                                                  | Хьюстон       | 30               | 0                | 7,1              | 53,5             | -                | 44,4             | 1,9              | 0,2              | 0,1              | 0,3              | 1,7              | Не участвовал  | Не участвовал  | Не участвовал  | Не участвовал  | Не участвовал  | Не участвовал  | Не участвовал  | Не участвовал  | Не участвовал  | Не участвовал  | Не участвовал  |
| 2012/13                                                                                  | Сакраменто    | 15               | 0                | 11,7             | 56,8             | -                | 72,7             | 4,2              | 0,2              | 0,1              | 0,9              | 3,3              | Не участвовал  | Не участвовал  | Не участвовал  | Не участвовал  | Не участвовал  | Не участвовал  | Не участвовал  | Не участвовал  | Не участвовал  | Не участвовал  | Не участвовал  |
| 2013/14                                                                                  | Нью-Йорк      | 46               | 2                | 7,2              | 54,1             | -                | 86,7             | 2,8              | 0,3              | 0,2              | 0,7              | 2,0              | Не участвовал  | Не участвовал  | Не участвовал  | Не участвовал  | Не участвовал  | Не участвовал  | Не участвовал  | Не участвовал  | Не участвовал  | Не участвовал  | Не участвовал  |
| 2014/15                                                                                  | Нью-Йорк      | 61               | 16               | 16,0             | 47,8             | -                | 78,1             | 5,5              | 1,2              | 0,6              | 1,1              | 5,5              | Не участвовал  | Не участвовал  | Не участвовал  | Не участвовал  | Не участвовал  | Не участвовал  | Не участвовал  | Не участвовал  | Не участвовал  | Не участвовал  | Не участвовал  |
| 2015/16                                                                                  | Клипперс      | 60               | 5                | 13,3             | 59,6             | -                | 71,4             | 4,8              | 0,8              | 0,8              | 1,1              | 5,5              | 6              | 0              | 12,8           | 66,7           | -              | 50,0           | 5,0            | 0,5            | 1,0            | 0,5            | 3,8            |
| 2016/17                                                                                  | Миннесота     | 62               | 0                | 8,6              | 52,3             | -                | 68,2             | 2,5              | 0,4              | 0,4              | 0,4              | 1,7              | Не участвовал  | Не участвовал  | Не участвовал  | Не участвовал  | Не участвовал  | Не участвовал  | Не участвовал  | Не участвовал  | Не участвовал  | Не участвовал  | Не участвовал  |
| 2017/18                                                                                  | Миннесота     | 21               | 0                | 2,3              | 33,3             | -                | 33,3             | 0,7              | 0,1              | 0,1              | 0,0              | 0,6              | Не участвовал  | Не участвовал  | Не участвовал  | Не участвовал  | Не участвовал  | Не участвовал  | Не участвовал  | Не участвовал  | Не участвовал  | Не участвовал  | Не участвовал  |
|                                                                                          | Всего         | 339              | 23               | 10,0             | 52,7             | -                | 73,8             | 3,3              | 0,5              | 0,4              | 0,7              | 3,1              | 11             | 0              | 9,2            | 58,3           | -              | 50,0           | 3,9            | 0,3            | 0,5            | 0,3            | 3,0            |
| Наведите курсор мыши на аббревиатуры в заголовке таблицы, чтобы прочесть их расшифровку. |               |                  |                  |                  |                  |                  |                  |                  |                  |                  |                  |                  |                |                |                |                |                |                |                |                |                |                |                |

### Статистика в Джи-Лиге
| Сезон                                                                                    | Команда              | Регулярный сезон | Регулярный сезон | Регулярный сезон | Регулярный сезон | Регулярный сезон | Регулярный сезон | Регулярный сезон | Регулярный сезон | Регулярный сезон | Регулярный сезон | Регулярный сезон | Серия плей-офф | Серия плей-офф | Серия плей-офф | Серия плей-офф | Серия плей-офф | Серия плей-офф | Серия плей-офф | Серия плей-офф | Серия плей-офф | Серия плей-офф | Серия плей-офф |
| Сезон                                                                                    | Команда              | GP               | GS               | MPG              | FG%              | 3P%              | FT%              | RPG              | APG              | SPG              | BPG              | PPG              | GP             | GS             | MPG            | FG%            | 3P%            | FT%            | RPG            | APG            | SPG            | BPG            | PPG            |
| ---------------------------------------------------------------------------------------- | -------------------- | ---------------- | ---------------- | ---------------- | ---------------- | ---------------- | ---------------- | ---------------- | ---------------- | ---------------- | ---------------- | ---------------- | -------------- | -------------- | -------------- | -------------- | -------------- | -------------- | -------------- | -------------- | -------------- | -------------- | -------------- |
| 2010/11                                                                                  | Талса Сиксти Сиксерс | 21               | 21               | 29,3             | 54,4             | -                | 80,4             | 8,6              | 1,3              | 0,5              | 2,6              | 10,3             | 2              | 2              | 36,2           | 50,0           | -              | 75,0           | 12,5           | 2,0            | 2,0            | 3,5            | 12,5           |
|                                                                                          | Всего                | 21               | 21               | 29,3             | 54,4             | -                | 80,4             | 8,6              | 1,3              | 0,5              | 2,6              | 10,3             | 2              | 2              | 36,2           | 50,0           | -              | 75,0           | 12,5           | 2,0            | 2,0            | 3,5            | 12,5           |
| Наведите курсор мыши на аббревиатуры в заголовке таблицы, чтобы прочесть их расшифровку. |                      |                  |                  |                  |                  |                  |                  |                  |                  |                  |                  |                  |                |                |                |                |                |                |                |                |                |                |                |

### Статистика в NCAA
| Сезон | Команда | Conf   | Class | GP  | GS | MPG  | FG%  | 3P% | FT%  | RPG  | APG | SPG | BPG | PPG  |
| --- | ------- | ------ | ----- | --- | -- | ---- | ---- | --- | ---- | ---- | --- | --- | --- | ---- |
| 2007/08 | Канзас  | Big 12 | FR    | 40  | 0  | 8,3  | 51,8 | -   | 68,4 | 3,0  | 0,1 | 0,3 | 0,9 | 2,8  |
| 2008/09 | Канзас  | Big 12 | SO    | 35  | 35 | 29,6 | 59,8 | -   | 79,2 | 11,1 | 1,0 | 0,6 | 2,7 | 14,9 |
| 2009/10 | Канзас  | Big 12 | JR    | 36  | 36 | 26,8 | 56,2 | -   | 67,9 | 9,8  | 0,9 | 0,8 | 3,5 | 11,3 |
| Всего | Всего   | Всего  | Всего | 111 | 71 | 21,0 | 57,4 | -   | 72,9 | 7,7  | 0,6 | 0,5 | 2,3 | 9,4  |
| Наведите курсор мыши на аббревиатуры в заголовке таблицы, чтобы прочесть их расшифровку Статистика приведена с сайта sports-reference.com |         |        |       |     |    |      |      |     |      |      |     |     |     |      |

### Статистика в других лигах
| Сезон | Команда               | Лига  | GP | GS | MPG  | FG%  | 3P% | FT%  | RPG  | APG | SPG | BPG | PFL | TOV | PPG  |
| --- | --------------------- | ----- | -- | -- | ---- | ---- | --- | ---- | ---- | --- | --- | --- | --- | --- | ---- |
| 2018/19 | Тяньцзинь Голд Лайонс | КБА   | 18 | 13 | 27,6 | 57,0 | -   | 82,9 | 13,8 | 2,2 | 1,3 | 1,2 | 2,5 | 2,5 | 18,9 |
| Всего | Всего                 | Всего | 18 | 13 | 27,6 | 57,0 | -   | 82,9 | 13,8 | 2,2 | 1,3 | 1,2 | 2,5 | 2,5 | 18,9 |
| Наведите курсор мыши на аббревиатуры в заголовке таблицы, чтобы прочесть их расшифровку Статистика приведена с сайта basketball.realgm.com |                       |       |    |    |      |      |     |      |      |     |     |     |     |     |      |